# Jean Moeglé

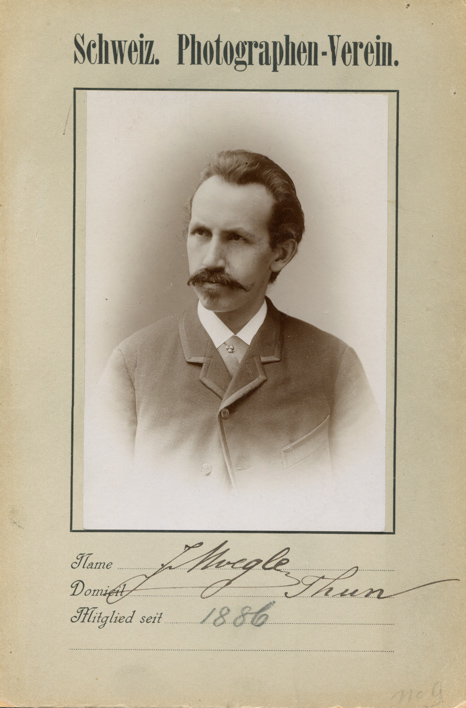
Jean Moeglé

Jean Moeglé, eigentlich Johann Christian Moegle (* 3. November 1853 in Birkach/Stuttgart; † 3. Dezember 1938 in Thun) war ein Schweizer Fotograf.

## Leben
Nach einer dreijährigen Lehre bei Jakob Höflinger (1819–1892) in Basel arbeitete Jean Moeglé als Gehilfe in einem Fotoatelier in Lausanne und bei Adolphe Braun (1812–1877) in Mühlhausen. Durch seinen Bruder, der bereits in Thun arbeitete, kam Jean Moeglé ein erstes Mal nach Thun. Ab 1882 etablierte sich Moeglé definitiv in Thun, zuerst als Angestellter von Johann Rudolf Bühlmann (1836–1883), dann mit einem eigenen Atelier. 1884 Heirat mit der Einheimischen Marie-Louise Moser (1855–1944). 1885 liess er sich in Thun einbürgern, und im gleichen Jahr eröffnete er eine Filiale im Hotel Gurnigelbad. Ein Jahr später gehörte er zu den Mitbegründern des Schweizerischen Photographenvereins. In der Blütezeit seines Ateliers bildete Moeglé auch Lehrlinge aus, so unter anderen Albert Steiner (1877–1965). Wann er aufhörte, aktiv zu fotografieren, ist nicht bekannt; es muss Ende der 1920er / Anfang der 1930er-Jahre gewesen sein. Obwohl als Fotograf sehr erfolgreich, starb er verarmt, da er einen grossen Teil seines Vermögens durch eine Fehlinvestition ein unrentables Hotelprojekt verlor. Durch eine Schenkung gelangte der kleine Rest von ursprünglich über 70'000 Glasplatten aus seinem Atelier in die Burgerbibliothek Bern.

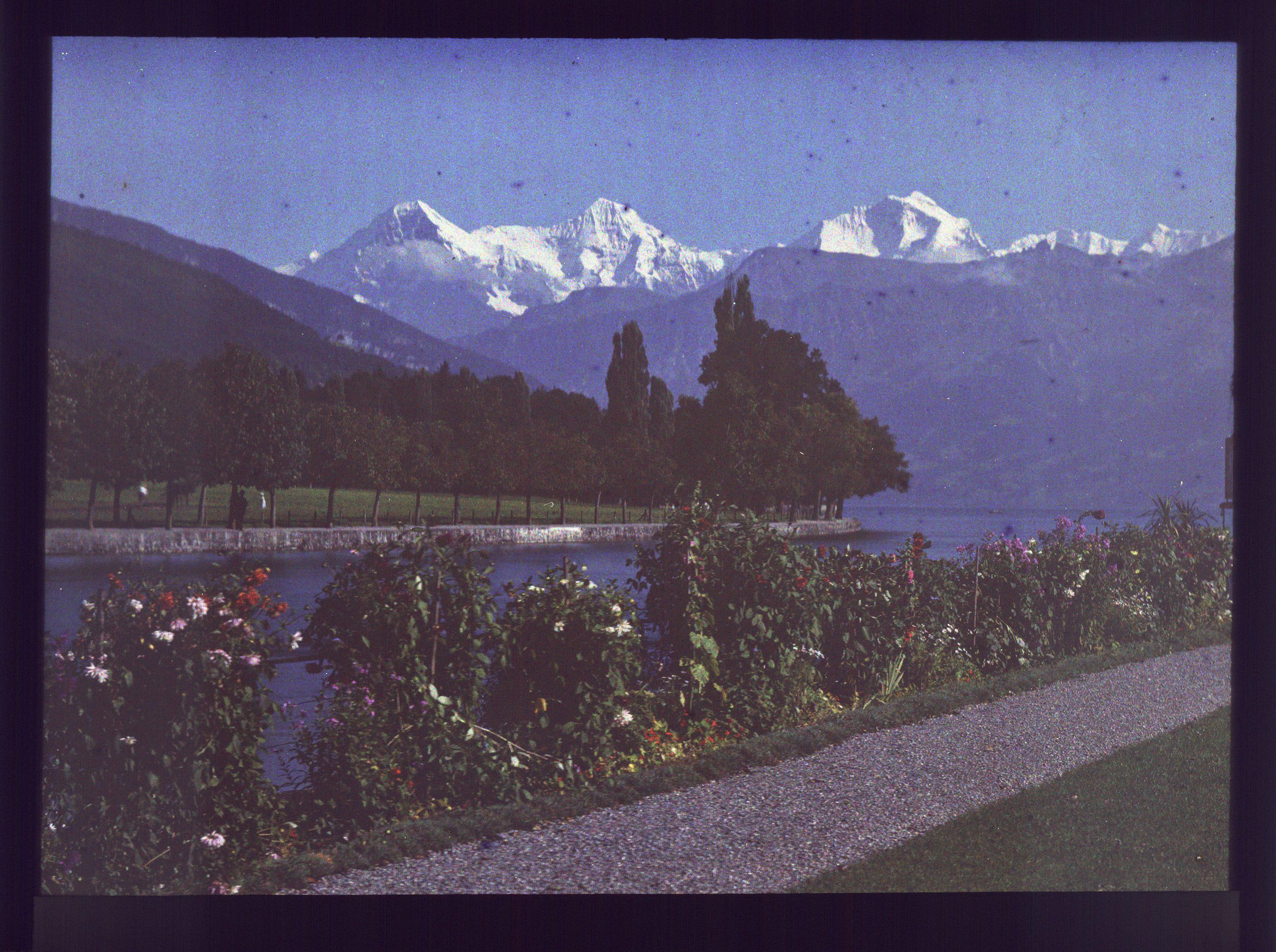
Älteste bekannte Farbaufnahme des Berner Oberlandes. Aufnahme von Jean Moeglé.

Moeglé war ein äusserst vielseitiger Fotograf. Porträtaufnahmen machte er nicht nur im Studio, sondern auch am Wohnort der Auftraggeber. Dabei war er sehr mobil; sein Aktionsradius betrug rund 30 Kilometer. Nebst Gebäuden dokumentierte er auch ganze Betriebe und deren Arbeitsabläufe. Zudem profitierte er vom Aufschwung des Tourismus während der Belle Epoque im Berner Oberland; er holte die Touristen nicht nur in seine Studios in Thun und im Gurnigelbad, sondern folgte ihnen auch bei ihren sportlichen Aktivitäten in die Berge. Eine seiner prominentesten Kundinnen war sicher Wilhelmina, die Königin der Niederlande, die er jeweils anlässlich ihrer Kuraufenthalte im Bad Heustrich fotografierte. Er durfte sich deshalb "Hofphotograph Ihrer Majestät" nennen. Die Aufnahmen Moeglés waren bekannt für ihre hohe Qualität. Aber auch technisch war er Ende des 19. Jahrhunderts an der Spitze der Entwicklung. So entwickelte er ein Verfahren für Grossvergrösserungen und experimentierte mit Farbphotographie; bereits 1901 stellte er Farbdiapositive her. Mit seinen Aufnahmen erlangte Moeglé internationalen Ruhm. Davon zeugt beispielsweise eine silberne Medaille an der Weltausstellung in Paris 1889.